# Phreatia leptophylla
Phreatia leptophylla är en orkidéart som beskrevs av Rudolf Schlechter. Phreatia leptophylla ingår i släktet Phreatia och familjen orkidéer. Inga underarter finns listade i Catalogue of Life.